# パクティオーカード
パクティオーカードとは、赤松健の漫画作品『魔法先生ネギま!』に登場する魔法具。同作におけるメディアミックス展開の一環として、非売品（関連商品の初回特典など）の形でグッズ化されているという特色もある。
なお、同作のアニメ化作品である『ネギま!?』ではネオ・パクティオーカード（後述）と称されるカードが登場し、こちらも関連商品において少しずつグッズ化されている。
双方とも、魔法使いとその従者がパクティオー (pactio) という契約の儀式を行った証として出現する点で共通するが、基本的には別物である。

## パクティオーとは
作中でのパクティオー自体には、本契約や仮契約などの違いがあり、更に仮契約によって出現するカードは仮契約した証明である仮契約カードとスカカードの二種に分かれる。
詳細は魔法使いとパートナーの項を参照のこと。

## デザイン
縦横比16:9の長方形。カードの表面には、パクティオーを行った従者の肖像が描かれている他、姓名、称号、徳性、方位、数字、色調、星辰、などの情報が記入されている。
以下は、3-Aの生徒たちおよびネギ・スプリングフィールド、栞、アルビレオ・イマ、ジャック・ラカンの所持するカードに用いられているデザインである。使用言語は基本的にラテン語で統一されている。
最上部中央
Charta Ministralisと記されている。ラテン語で「従者のカード」の意。
背景と図像
十二宮と六芒星を組み合わせた魔法陣を背景として、その上に従者の肖像が描かれている。従者が年を取って容姿が変わっても、カードの肖像は仮契約した時のまま変化しない。
中央部
中央やや下のボックスには、従者の姓名（綴りがラテナイズされたもの）と、能力や性格を表す称号が記されている。
下部
下部のボックスには、従者の徳性 (virtus) と方位 (directio) が順に記されている。
徳性については、プラトンの『国家』によって論ぜられた四元徳に、コリントの信徒への手紙一の記述に由来する3つの徳を加えた「ヨーロッパ七元徳」が用いられる。詳しくは西洋哲学史における徳の項を参照。
方位には、東・西・南・北・中央 (centrum) の五つが挙げられている。
左上角・右下角
それぞれ同一のローマ数字が記されており、その意味合いは謎とされている。ネギの生徒達のカードではクラスの出席番号と同値が取られていて、ネギのそれは"CCCCXCVI"（496）、栞のそれは"XXXII" (32)、アルビレオおよびラカンのそれは "MI" (1001) が付されている。
右上角
色調 (tonus) として、従者の素性や運命などを反映した色の名が記されている。例えば、明日菜のカードには赤 (Rubor) と書かれている。なお、金や銀、虹色のカードは希少価値が極めて高いとされる。
左下角
星辰性 (astralitas) と呼ばれる、従者の持つ素性に応じた天体的性質が表されている。これには木星 (Jupiter) といった太陽系の惑星の他、流星 (fax) や黒い穴 (nigrum foramen) なども含まれる。
裏面
従者用の場合、中央部に表面と同じ魔法陣が描かれ、魔法陣上部には「pro ministrum magi CHARTA PACTIONIS」（ラテン語で「魔法使いの従者の為の契約札」の意）と書かれている。下部には「minister ministret（同・「従者は己が主に奉仕せよ」の意）」、「suo domino qui est（同・「主たる者は」の意、主が女性の場合は女性形となる）」と記され、その下に契約主の名前がラテナイズされて書かれている。
なお、契約を結んだ魔法使いが死亡した場合、「Charta Ministralis」・姓名・ローマ数字以外の文字情報および枠線は消去される（龍宮真名の例など、俗に「カードが死ぬ」と言う）。この場合アーティファクトも使用不能になるかどうかは不明。

### スカカード
唇以外の場所にキスをするなど正規の手続きを経ずに行われた不完全な契約に対しては、スカカードが出現する。基本的なデザインは上記のものと同じだが、 Charta Ministralis が「ぱあとなあかるた」となり、徳性・方位に替わって「とくいわざ」と「こうぶつ」の項ができるなどの変化がある。また、描かれる従者の肖像がデフォルメされた「へちゃむくれ」（単行本4巻20ページ、木乃香の発言より）の絵柄となる。

### 能力・効果
魔法使いがオリジナルのカード、従者がコピーカードを所持することで、以下のような能力を使用できる。
従者への魔力供給
呪文によって定めた時間（コンマ秒単位）、魔法使いが従者に対して自らの魔力を送り込む。これにより、従者が一般人であっても身体能力が向上させられるなどの効果がある。スカカードによる契約でも魔力供給は可能だが、その場合は時間制限が厳しくなるようだ。また、魔法使いの習練次第で時間制限を延ばすことができる。
従者の召喚
遠方の従者を魔法使いの元へと転移させることができる。魔法使い自身の魔力はおおよそ必要としない。 ただし限界距離はせいぜい5 - 10kmと短い。また従者の意志や状況に関係なく召喚してしまうため（明日菜は入浴中にネギに全裸で召喚されてしまった事がある）、強制転移魔法の一種とも言える。
念話
カードをおでこに当てて 「テレパティア (TELEPATHIA)」と唱えることで、離れた従者に向けて語りかけることができる。しかし、カード一枚では一方向に語りかけることしかできず、双方向の会話を行うためには従者にもカードを持たせる必要がある。また、コピーカードを第三者に貸し与えることで、従者以外の者と会話することも可能である（詳細な仕組みは不明）。
さらに、従者が幻想世界（ファンタズマゴリア：φαυτασμαγορια）に意識を置いているとき、パクティオーカードに夢見の魔法をかけることで幻想世界に潜り込むことができる。
語りかけの内容はテレパシーのように相手の頭の中で直接響くことになるが、語りかける側は声に出して喋る形になる。 通信はあまり強力でなく、比較的容易に妨害されてしまう。
潜在能力の発現
従者に秘められた力 (potentia) を、呪文により引き出すことができる。なお、天ヶ崎千草との対戦の際、明日菜にこの効果を使用した所、アーティファクト（後述）であるハマノツルギが出現した。
アーティファクトの召喚
従者は自身のカードを持った上で「アデアット（adeat：「来たれ」）」と唱えることで、専用の魔法具であるアーティファクトを呼び出すことができる。仕舞う場合には「アベアット（abeat：「去れ」）」と唱える。なお、呪文の意味を理解している必要はなく、契約主との距離に関わらず使用が可能である。基本的にアーティファクトは呼び出した本人しか使用することができない（ネギのアーティファクト「千の絆」等 例外もある）。
パクティオーカードの中にはアーティファクトが出るカードと出ないカードがあり、アーティファクトが出るカードをアーティファクトカードと呼ぶ。マスター側に強力な魔力・気が無い場合、アーティファクトカードが出ない（仮契約自体は出来る）。
詳細はアーティファクトの項を参照。
衣装の登録
アーティファクト使用時の衣装を登録するいわばおまけ機能。いくつか登録できるらしい。
防御力アップ
アデアットでアーティファクトを出すだけで防御力が上がる。

## パクティオーカード一覧
いずれも、本編第38巻時点で確認されているもの。か行のCはラテン語の発音より。

### ネギを主とする仮契約カード
神楽坂明日菜
名前表記 CAGURAZACA ASUNA
称号 BELLATRIX SAUCIATA（傷付いた戦士）
色調 Rubor（赤）
徳性 audacia（勇気）
方位 oriens（東）
星辰性 Mars（火星）
アーティファクト ハマノツルギ（エンシス・エクソルキザンス）
宮崎のどか
名前表記 MIJAZACI NODOCA
称号 PUDICA BIBLIOTHECARIA（恥ずかしがり屋の司書）
色調 Cyaneum（藍色）
徳性 audacia（勇気）
方位 occidens（西）
星辰性 Mercurius（水星）
アーティファクト いどのえにっき（ディアーリウム・エーユス）
桜咲刹那
名前表記 SACURAZACI SETUNA
称号 GLADIARIA ALATA（翼ある剣士）
色調 Nigror（黒）
徳性 justitia（正義）
方位 septentrio（北）
星辰性 Sol（太陽）
アーティファクト 匕首・十六串呂（シーカ・シシクシロ）
近衛木乃香
名前表記 CONOE CONOCA
称号 REGINA MEDICANS（癒しなす姫君）
色調 Album（白）
徳性 caritas（愛）
方位 septentrio（北）
星辰性 Jupiter（木星）
アーティファクト コチノヒオウギ（フラーベルム・エウリー）・ハエノスエヒロ（フラーベルム・アウストラーレ）
綾瀬夕映
名前表記 AJASE JUE
称号 PHILOSOPHASTRA ILLUSTRANS（解説する似非哲学者）
色調 Nigror（黒）
徳性 sapientia（知恵）
方位 occidens（西）
星辰性 Mercurius（水星）
アーティファクト 世界図絵（オルビス・センスアリウム・ビクトゥス）
早乙女ハルナ
名前表記 SAOTOME HARUNA
称号 FICTRIX COMICA（漫画製造者）
色調 Viride（緑）
徳性 temperantia（節制）
方位 oriens（東）
星辰性 Neptunus（海王星）
アーティファクト 落書帝国（インペリウム・グラフィケース）
長谷川千雨
名前表記 HASEGAWA TISAME
称号 IDOLUM VIRTUALE（バーチャル・アイドル）
色調 Nigror（黒）
徳性 temperantia（節制）
方位 centrum（中央）
星辰性 Saturnus（土星）
アーティファクト 力の王笏（スケプトルム・ウィルトゥアーレ）
朝倉和美
名前表記 ASACURA CAZUMI
称号 REPORTATRIX DENUDANS（真実を暴く報告者）
色調 Caerulum（青）
徳性 sapientia（知恵）
方位 oriens（東）
星辰性 Neptunus（海王星）
アーティファクト 渡鴉の人見（オクルス・コルウィヌス）
長瀬楓
名前表記 NAGASE CAEDE
称号 SPECULATRIX CLANDESTINA（隠密の偵察者）
色調 Caerulum（青）
徳性 temperantia（節制）
方位 occidens（西）
星辰性 Mercurius（水星）
アーティファクト 天狗之隠蓑（テングノカクレミノ）
古菲
名前表記 GU FEI
称号 PUGILATUM EXERCENS（拳闘の求道者）
色調 Flavum（黄）
徳性 audacia（勇気）
方位 occidens（西）
星辰性 Mars（火星）
アーティファクト 神珍鉄自在棍（シンチンテツジザイコン）
絡繰茶々丸
名前表記 CARACURI CHACHAMARU
称号 PUPA SOMNIANS（夢見る人形）
色調 Album（白）
徳性 caritas（愛）
方位 occidens（西）
星辰性 Venus（金星）
アーティファクト 空とび猫（アル・イスカンダリア）
和泉亜子
名前表記 IZUMI ACO
称号 CULTRIX CUM TRAUMATE（傷を負った看護師）
色調 Rubor（赤）
徳性 caritas（愛）
方位 septentrio（北）
星辰性 Luna（月）
アーティファクト 不思議な注射器
明石裕奈
名前表記 ACASI JUNA
称号 STRENUUS ARCARIUS（活発な弓使い）
色調 Luteum（橙）
徳性 audacia（勇気）
方位 oriens（東）
星辰性 Mars（火星）
アーティファクト 七色の銃（イリス・トルメントゥム）
佐々木まき絵
名前表記 SASACI MACIE
称号 ARMATURA QUINQUIPLEX（五重の武装者）
色調 Roseum（薔薇色）
徳性 spes（希望）
方位 auster（南）
星辰性 Luna（月）
アーティファクト 自在なリボン（リベルム・レムニスクス）、粉砕する棍棒（フランゴー・スティーペス）、爆発のボール（ボンブス・グロブス）、切り裂く輪っか、捕縛する縄
栞
名前表記 不明
称号 不明
色調 Prisma（虹色）
徳性 caritas（愛）
方位 不明
星辰性 Mercurius（水星）
ローマ数字 XXXII (32)
アーティファクト 偸生の符（シグヌム・ビオレゲンス）
雪広あやか
名前表記 JUCIHIRO AJACA
称号 BURGENSIS FLORENS（花盛りのブルジョワ）
色調 Aurum（金）
徳性 justitia（正義）
方位 centrum（中央）
星辰性 Venus（金星）
アーティファクト 白薔薇の先触れ
那波千鶴
名前表記 NABA CIZURU
称号 SERVATRIX STELLARUM（星々の守護者）
色調 Viola（菫色）
徳性 caritas（愛）
方位 auster（南）
星辰性 Ceres（ケレス)
アーティファクト 名称不明
大河内アキラ
名前表記 OCOUCI ACIRA
称号 SIREN VALIDA(力持ちの人魚)
色調 Caerulum（青）
徳性 temperantia（節制）
方位 occidens（西）
星辰性 Neptunus（海王星)
アーティファクト 名称不明

### ネギを主とするスカカード
神楽坂明日菜、近衛木乃香、宮崎のどか、佐々木まき絵、雪広あやか、鳴滝姉妹、古菲

### ネギ以外を主とするパクティオーカード
龍宮真名（失効）
主 不明
名前表記 MANA ARCANA
称号 未記入
色調 未記入
徳性 未記入
方位 未記入
星辰性 未記入
ローマ数字 I (1)
アーティファクト 不明
※パートナーが死亡したため。
佐倉愛衣
主 高音・D・グッドマン
名前表記 不明
称号 不明
色調 不明
徳性 不明
方位 不明
星辰性 不明
アーティファクト オソウジダイスキ（フアウオル・プールガンデイ）
春日美空
主 ココネ・ファティマ・ロザ
名前表記 CASUGA MISORA
称号 JOCULATRIX MONACHANS（おどけた修道女）
色調 Hyacinthus（桔梗色）
徳性 fides（信仰）
方位 oriens（東）
星辰性 Mercurius（水星）
アーティファクト 名称不明
アルビレオ・イマ（失効の物も含め多数所持）
主 ナギ・スプリングフィールド
名前表記 ALBIREO IMMA
称号 BIBLIOTHECARIUS IRONICUS（意地の悪い司書）
色調 Aurum et Cyaneum（金と藍）
徳性 sapientia（知恵）
方位 septentrio（北）
星辰性 Crux Septentrionalis（北十字星）
ローマ数字 MI (1001)
アーティファクト イノチノシヘン（ハイ・ビュブロイ・ハイ・ビオグラフィカイ）
ジャック・ラカン
主 ナギ・スプリングフィールド
名前表記 JACOBUS RACAN
称号 ARMIGER MILLIPLEX（千の武器を持つ者）
色調 Nigror（黒）
徳性 audacia（勇気）
方位 auster（南）
星辰性 Luna（月）
ローマ数字 MI (1001)
アーティファクト 千の顔を持つ英雄（ホ・ヘーロース・メタ・キーリオーン・プロソーポーン）
ネギ・スプリングフィールド 
主 テオドラ
名前表記　NEGIUS SPRINGFIELDES
称号 MAGISTRULUS MAGI（魔法使いの先生）
色調 Aurum et Rubor（金と赤）
徳性 audacia（勇気）
方位 occidens（西）
星辰性 Jupiter（木星）
ローマ数字 CCCCXCVI (496)
アーティファクト 千の絆（ミッレ・ヴィンクラ）
桜咲刹那
主 近衛木乃香
名前表記 SACURAZACI SETUNA
称号 GLADIARIA ALATA（翼ある剣士）
色調 Nigror（黒）
徳性 justitia（正義）
方位 septentrio（北）
星辰性 Sol（太陽）
アーティファクト 建御雷（タケミカズチ）
村上夏美
主 犬上小太郎（本契約バージョンではネギ・スプリングフィールド）
名前表記 NATUMI MURACAMI
称号 ACTRIX TIMIDA（照れ屋な女優）
色調 Rubor（赤）
徳性 spes（希望）
方位 auster（南）
星辰性 Neptunus（海王星）
アーティファクト 孤独な黒子（アディウトル・ソリタリウス）
ザジ・レイニーデイ
主 不明（本契約バージョンではネギ・スプリングフィールド）
名前表記 ZAZIE RAINYDAY
称号 PRIMARIA IN DIABOLIMUNDO（魔界のお姫様）
色調 Nigror（黒）
徳性 justitia（正義）
方位 septentrio（北）
星辰性 Pluto（冥王星）
アーティファクト 幻灯のサーカス
調
主 不明
名前表記 不明
称号 不明
色調 不明
徳性 不明
方位 不明
星辰性 不明
アーティファクト 狂気の提琴（フィディクラ・ルナーティカ）
暦
主 不明
名前表記 不明
称号 不明
色調 不明
徳性 不明
方位 不明
星辰性 不明
アーティファクト 時の回廊（ホーラリア・ポルティクス）
環
主 不明
名前表記 不明
称号 不明
色調 不明
徳性 不明
方位 不明
星辰性 不明
アーティファクト 無限抱擁（エンコンパンデンティア・インフィニータ）

### 本編未登場のパクティオーカード
すべて、主はネギ・スプリングフィールド。
相坂さよ
名前表記 AISACA SAJO
称号 UMBRA INVISIBILIS（見えない幽霊）
色調 Album（白）
徳性 spes（希望）
方位 septentrio（北）
星辰性 Pluto（冥王星）
アーティファクト 不明
柿崎美砂
名前表記 CACIZACI MISA
称号 HILARATRIX ACCENSA（高揚をいざなう応援団員）
色調 Purpura（紫）
徳性 sapientia（知恵）
方位 oriens（東）
星辰性 Venus（金星）
アーティファクト 不明
釘宮円
名前表記 CUGIMIJA MADOCA
称号 HILARATRIX DURANS（活力をもたらす応援団員）
色調 Cyaneum（藍）
徳性  justitia（正義）
方位 occidens（西）
星辰性  Mars（火星）
アーティファクト 不明
椎名桜子
名前表記 SIINA SACURACO
称号 HILARATRIX FORTUNANS（幸運を呼ぶ応援団員）
色調 Luteum（橙）
徳性 audacia（勇気）
方位 centrum（中央）
星辰性 Sol（太陽）
アーティファクト 不明
龍宮真名
名前表記 TATUMIJA MANA
称号 VULNERANS SEMIDIABOLI（半魔族の狙撃手）
色調 Argentum et Nigror（銀と黒）
徳性 fides（信仰）
方位 occidens（西）
星辰性 Uranus（天王星）
アーティファクト 電磁投射砲
超鈴音
名前表記 TIAO LINSIEN
称号 POLYMATHES UNIVERSALIS（万能の博学）
色調 Prisma（虹色）
徳性 sapientia（知恵）
方位 centrum（中央）
星辰性 Caelus sideralis（恒星天）
アーティファクト 時間操作懐中時計「カシオペア」
鳴滝風香・鳴滝史伽
名前表記 NARUTACI FUUCA ET FUMICA
称号 GEMINAE SIMULATRICES（仮装する双子）
色調 Luteum（橙色）
徳性 temperantia（節制）
方位 auster（南）
星辰性 Mars（火星）
アーティファクト 不明
葉加瀬聡美
名前表記 HACASE SATOMI
称号 MACINATRIX INSANA（正気を失った機械屋）
色調 Argentum（銀色）
徳性 sapientia（知恵）
方位 occidens（西）
星辰性 Uranus（天王星）
アーティファクト 不明
エヴァンジェリン・A・K・マクダウェル
名前表記 ATHANASIA ECATERINA MACDOVELL EVANGELINA
称号 MAGISTRA PUPARUM（人形使い）
色調 Viola（スミレ色）
徳性 fides（信仰）
方位 septentrio（北）
星辰性 Pluto（冥王星）
アーティファクト 不明
四葉五月
名前表記 JOTUBA SATUCI
称号 COQUA FABULOSA（伝説の料理人）
色調 Viride（緑）
徳性 spes（希望）
方位 centrum（中央）
星辰性 Tellus（地球）
アーティファクト 魔法の鉄鍋
また、相坂さよ、大河内アキラ、柿崎美砂、釘宮円、超鈴音、那波千鶴、四葉五月の7人はアニメ版オリジナルのパクティオーカードがDVDに封入されている。

## ネオ・パクティオーカード
2006年に放送されたテレビアニメ第2作『ネギま!?』に登場する、原作におけるパクティオーカードにあたるカード。企画の大月俊倫がカードを100枚出すことを指示したことが、当アニメオリジナルの要素であるネオ・パクティオーカードが生まれた発端となっている。31人全員分、総勢93枚のカードが登場した。
原作同様に仮契約によって発行されるが、仮契約すると「アーマーカード」・「コスプレカード」・「スカカード」の3枚が出現する。契約執行の際にはそのうちの一枚がランダムに選び出され、そのカードの絵柄と同等の姿に変身する。変身中、従者は大量のエネルギーを消費し、「満腹度」で表現される自身の力が失われ、タイムリミットとなって変身が終了する（相坂さよを除く）。その後は、食事と休息をとる必要がある。
なお、戦闘に使用される装備は、契約執行時の変身と同時に出現し、終了時に消滅する。
3種のカードは作中で順に「松竹梅」と評されており、戦闘能力に差異が生じるほか、後述するシンパレート値もアーマーカードのものが最も高い。

### neo仮契約（ネオパクティオー）
『ネギま!?』を基にしたマンガ『ネギま!?neo』において登場する特殊な仮契約。アーマー状態でさらに仮契約を行うことでアーマー以上の戦闘能力を出せる強化形態に変身出来る。初登場となった話では、アーニャに洗脳された明日菜に対し行っている。

### アーマーカード
戦闘において最も強い力を発揮するカード。レアカードとも言われている。トレーディングカードゲームを意識して作られている。英語による表記。
カード最上部に ARMOR CARD との種類名と従者の姓名が書かれているほか、最下部にはモールス符号にて名前（ファーストネームのみ）、担当声優名（フルネーム）が記されている。左脇にはバーコードによって生年月日や出席番号などが表されている。
更に、方位磁針によって表される方位] (DIRECTION)、ルーン文字によって表されるルーンマーク (GUARDIAN)、星辰性 (ASTRAL)、ネギとの共鳴度を表すシンパレート値 (SYMPARATE) が描かれている。なお、星辰性については原作の設定と異なるキャラクターがいるとされる。
カード右下には、アーティファクト名 (EQUIP) と身分 (RANK) の欄が設けられている。

### コスプレカード
原作のパクティオーカードに最も近いとされるカード。表記はラテン語だが、名前は日本語（漢字）でも記される。実戦においては性能でアーマーカードに大きく劣る。
方位、ルーンマーク、星辰性、色調、シンパレート値のほか、キャラクターが短文で解説されている。出席番号はローマ数字で表されている。左上には星と月のマークの数で誕生日が示されている（月が月、星が日を表し、大きな月・星は1つで10を示す。11月16日なら大きい月1つ・小さい月1つ・大きい星1つ・小さい星6つ）。

### スカカード
「ハズレ」と評されるカードで、表記は平仮名。動物の着ぐるみを着た絵が描かれている。変身すると絵柄同様2頭身になってしまう。変身する前よりも戦闘力が大きく劣り、シンパレート値は1桁に。第19話で闇の力の影響により生徒達（エヴァンジェリンと茶々丸を除く）のスカカードが一斉に発動した際は、姿だけではなく精神も幼児退行したが、記憶や性格には変化がなかった。
原作のスカカードと類似した「とくいわざ」と「すきなの」の項を持つ。出席番号はアラビア数字で書かれているほか、名前の下にモチーフとなった動物の分類名が書かれている（オットセイであれば「あしかあもくあしかかおっとせいあか」）。下には誕生日が書いてある。1月7日なら0107。
各キャラクターのスカカード時の動物は次のとおり。
- 相坂さよ：クリオネ
- 明石裕奈：ラッコ
- 朝倉和美：オカメインコ
- 綾瀬夕映：フクロウ
- 和泉亜子：カラーひよこ
- 大河内アキラ：カエル
- 柿崎美砂：ヤギ
- 神楽坂明日菜：ウリボー
- 春日美空：ブタ
- 絡繰茶々丸：キリン
- 釘宮円：クロヒョウ
- 古菲：トラ
- 近衛木乃香：コアラ
- 早乙女ハルナ：ペンギン
- 桜咲刹那：ツル
- 佐々木まき絵：サル
- 椎名桜子：イヌ
- 龍宮真名：クマ
- 超鈴音：ジャイアントパンダ
- 長瀬楓：カッパ
- 那波千鶴：ウシ
- 鳴滝風香及び鳴滝史伽：ハチ
- 葉加瀬聡美：ウーパールーパー
- 長谷川千雨：キツネ
- エヴァンジェリン・A・K・マクダウェル：黒ウサギ
- 宮崎のどか：オットセイ
- 村上夏美：ハムスター
- 雪広あやか：ヒョウ
- 四葉五月：リス
- ザジ・レイニーデイ：イカ

### 特典としてのネオ・パクティオーカード
- ネオ・パクティオーカードは、販売戦略のため、関連商品の封入特典やアニメイトでの購入特典などとして提供された。直接の関連商品だけでなく、連動Webラジオカンださん☆アイぽんのネギまほラジお!?の関連商品（CD・DVD）などにも封入されている。

### ネオ・パクティオーカード フルコンプ特典
- 原作者の赤松健が2008年4月4日の日記にて、「ネオ・パクティオーカード全93枚を全て揃えた人に対し、自分の好きなクラスメートを3名指定すれば、作者が個人的にそのクラスメートのカード3枚それぞれに担当声優のサインを書いてもらい、更に作者のサインも入れる」というコメントを出して募集メールを受け付けた（2008年6月5日の日記によると、ネオ・パクティオーカードの中に入れるのは美しくないという理由で、作者のサインが入るのは中止になった）。募集は翌日の4月5日の午前5時に〆切られた。